# Lisa Cant
Lisa Cant (Edmonton, 28 de dezembro de 1984) é uma modelo canadense.

## Biografia
Lisa Cant cresceu em Redwood Meadows, na província de Alberta. Foi descoberta com 14 anos, numa loja IKEA em Calgary, por outra modelo.
Tem três irmãs: Alanna, Rita e Marina. Alanna é quatro anos mais velha do que ela, Rita é um ano mais velha e é formada na McGill University, em Montreal, e atualmente é uma jornalista. Marina é dois anos mais nova que Lisa e está aperfeiçoando seu interesse em atuar em Vancouver.
Cant é representada internacionalmente pela Images Models em Calgary, Folio Models em Montreal, Photogenics Model Management em Los Angeles, Trump Model Management em Nova York e Take 2 Model Management em Londres.
Ela apareceu na capa da Vogue alemã e fez um comercial de Carolina Herrera. Fez também campanhas com a Juicy Couture e Van Cleef & Arpels.
A agência JOY trouxe-a ao Brasil para fotografar a edição de Janeiro 2009 da Vogue Brasil. Os cliques foram feitos na cidade de Suzano, próximo a São Paulo.